# Powstanie chłopów białoruskich w starostwie krzyczewskim
Powstanie chłopów białoruskich w starostwie krzyczewskim, powstanie krzyczewskie – powstanie chłopów białoruskich, które trwało w latach 1740-1744 i swoim zasięgiem objęło głównie starostwo krzyczewskie w Wielkim Księstwie Litewskim.

## Przyczyny
Do przyczyn powstania zalicza się: wzrost wyzysku chłopów związany z wzrostem nowych danin i nakazów handlu z zamkiem, przeprowadzany przez kasjera generalnego starostwa Szmula Ickowicza pomiar gruntów, w wyniku którego nałożono nowe podatki inwentarzowe na tereny, na których one do tej pory nie obowiązywały, wywołany tym procesem spór pomiędzy Radziwiłłami a rodami Wołłowiczów, Radzimińskich, Frąckiewiczów i Ciechanowieckich (rody te podburzały chłopów przeciw Radziwiłłom).

## Przebieg
Powstanie rozpoczęło się od fali skierowanych do Radziwiłłów suplik. Następnie chłopi w oczekiwaniu na wynik suplik zaczęli odmawiać pracy pańszczyźnianej, a w 1740 roku uformował się pierwszy oddział powstańczy, który zaczął napadać na budy smolne i robotników jadących do pracy do bud leśnych. Na przełomie 1740 i 1741, na skutek sprowadzenia chorągwi husarskiej do starostwa, siła powstania osłabła, jednak z czasem ponownie powstańcy się umocnili. Na czele powstania stanął Waśko Woszczyłło, który w swoim uniwersale ogłosił się wielkim hetmanem i wnukiem Bohdana Chmielnickiego. Według uniwersału powstanie nie było skierowane przeciw szlachcie, lecz przeciw utożsamianym z wyzyskiem Żydom na Białorusi. 
W styczniu 1744 roku Radziwiłł wysłał do starostwa  duży oddział swoich prywatnych wojsk pod komendą komendą pułkownika Stanisława Piestrzeckiego. Oddział odparł dwa ataki chłopów na zamek krzyczewski. W pierwszej potyczce zginęło około 100 chłopów, a raniono około 700. Po pierwszej zwycięskiej potyczce oddziały pułkownika Piestrzeckiego przeszły rzekę Soż. 26 stycznia 1744 miała miejsce bitwa pod Cerkowiszczami, w której zginęło około 200 chłopów, a raniono około 400. Po tej bitwie oddziały powstańcze rozproszyły się po starostwie, wielu uczestników powstania uciekło z terenów starostwa krzyczewskiego, a już w lutym 1744 roku sytuacja w regionie się uspokoiła.
Siły powstańcze szacuje się na od około 1000 do 4000 ludzi.
Dziejom powstania swój utwór Matka wiatru poświęcił białoruski pisarz Uładzimir Karatkiewicz.